# Reinhard Mühlbacher
Reinhard Mühlbacher (* 1943 in Elsterwerda) ist ein deutscher Unterhaltungskünstler und Sänger. Im DDR-Fernsehen gehörte er zeitweilig zur Stammbesetzung der Sendung „Klock 8, achtern Strom“, wodurch er landesweit große Popularität erreichte.

## Biografie
Der in der südbrandenburgischen Kleinstadt Elsterwerda geborene Mühlbacher absolvierte bis 1962 einen Lehrgang für Unterhaltungskunst. Er sang zunächst nur einige wenige Aufnahmen in den Rundfunkstudios ein. 1962 erschien bei AMIGA eine erste Single, worauf sein Titel „Jede Nacht in Paris“ veröffentlicht wurde. Als Komponist und Texter zeichnete hier René Dubianski. Bereits kurze Zeit später wurde Reinhard Mühlbacher landesweit sehr populär, denn es folgten bald auch erste Fernsehauftritte. Im Jahre 1964 war die in der DDR sehr bekannte maritime Fernsehsendung „Klock 8, achtern Strom“ mit Horst Köbbert entstanden, welche beim Deutschen Fernsehfunk ausgestrahlt wurde. Reinhard Mühlbacher gehörte hier über lange Zeit zum Stammensemble, wodurch einige seiner Lieder auch auf Langspielplatten veröffentlicht wurden. Zu seinen Gesangspartnern zählten hier unter anderem Hartmut Eichler, Monika Hauff, Bert Hendrix und Horst Köbbert.
Mühlbacher zog sich Ende der 1970er Jahre aus der Öffentlichkeit zurück und soll noch vor allem für den Hörfunk tätig gewesen sein.

## Diskografie (Auswahl)

### Singles
- Jede Nacht in Paris/Espirito, AMIGA 4 50 285, 1962

### Kompilationen
- Klock 8, Achtern Strom, AMIGA 8 50 134, 1968
  - Wir sind die drei Musketiere (mit Hartmut Eichler und Rudolf Hentschel)
  - Seemannslatein (Duett mit Monika Hauff)
  - Käpt'n Brass ist ein Talisman (Duett mit Bogdana Zagorska)
- Klock 8, Achtern Strom (2. Folge), AMIGA, 1969
  - Galionsfigurenball (mit Bernhard Zemmrich, Horst Köbbert und dem Gerd Michaelis Chor)
  - Der gute, alte Brigg (mit Bernhard Zemmrich und Klaus W. Domhardt)
  - Zwei am Alten Strom von Warnemünde (Duett mit Marita Roll)
  - Jeder Seemann liebt sein Dreierlei
- Rostock 1973, AMIGA, 1973
  - Zwei am Alten Strom von Warnemünde (Duett mit Marita Roll)

### TV-Aufnahmen
- Das liegt nicht an mir, 1963
- Juliana, 1963
- Wer so einen Affen hat, 1967 (Duett mit Petra Böttcher)

### Rundfunkaufnahmen
- Der alte Two-Step, 1962
- Die blonde Inge, 1962
- Lampenfieber, 1962
- Dreimal drei ist neune, 1968
- Ringsum das Meer, 1968 (mit Bert Hendrix und Hartmut Eichler)
- Es sitzt Susanne in ihrer Wanne, 1969

## Filmografie
- Klock 8, achtern Strom
- Die Landstreicher (1965)[3]
- Adlershofer Telemarkt (1967)[4]
- Fahndung mit Musik: 3. Der Trick mit der Dame – Eine Kriminalfernsehsendereihe in neun Folgen (1967)[5]

## Hörspiele
- In Pankoffs Machtbereich. Ein Grusical, Rundfunk der DDR, 1967 (Satirisches Hörspiel mit Musikeinlagen)[6]